# 水戶部正男
水戶部正男（日语：／ Mitobe Masao，1912年1月6日—1996年10月27日）是一名日本歷史學家，專攻日本法制史，曾任第六任橫濱國立大學校長。  

## 生平
水戶部出生於長野縣上高井郡小布施村（現今的小布施町）。畢業於舊制須坂中學（現長野縣須坂高等學校）與東京高等師範學校，1935年畢業於東京文理科大學國史學科。同年，他在奈良師範學校任教，1942年成為神奈川師範學校教授，隨後應召入伍，1947年復員。1949年，他擔任橫濱國立大學助理教授，1962年升任教授，並於1967年出任教育學部長，1973年升任校長。  
水戶部於1960年獲得慶應義塾大學法學博士學位，並為法制史學會會員。1982年，獲頒勳二等瑞寶章。

## 著作
- （創文社，1961年）
- （明玄書房，1964年）
- （福村出版，1967年）
- （秋田書店，1974年）
- （錦會，1976年）
- （與肥後和男、福地重孝、赤木志津子合著，秋田書店，1989年）